# Jialing (entreprise)
Pour les articles homonymes, voir Jialing.

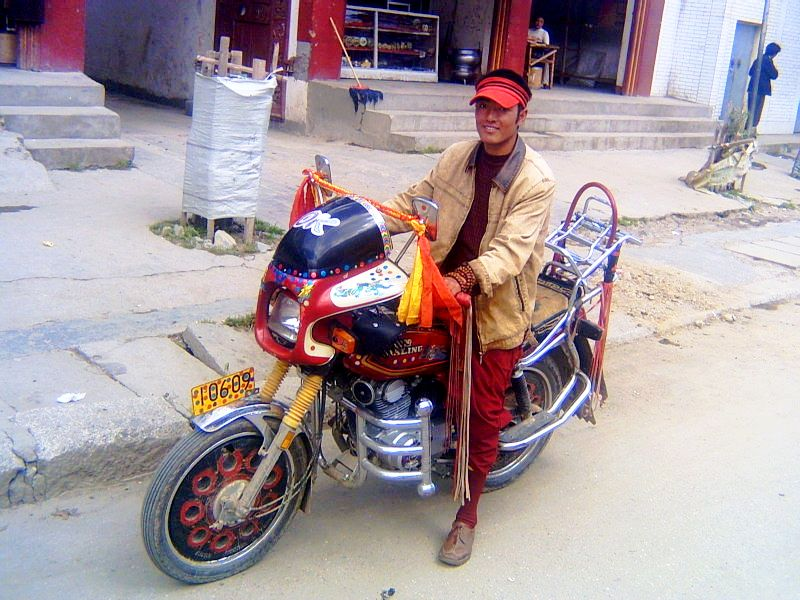
Une Jialing personnalisée

Jialing (嘉陵) est une entreprise chinoise dont le secteur d'activité principal est la production de motos.
En 1979, Jialing a été la première entreprise chinoise à produire des motos. En 1981, le groupe a entamé une coopération technologique avec Honda. D'après les chiffres du groupe, 11 millions d'unités auraient été vendues depuis, pour environ 200 modèles allant de 35 ml à 250 ml.
Jialing est le plus gros producteur de motos en Chine, dont les ventes figurent en tête de liste de ce type de véhicule dans le marché intérieur chinois (1/5 de parts de marché). Le capital publié par le groupe s'élève à 5 milliards de dollars, avec 10 000 employés pour les motos, scooters et moteurs. Le groupe poursuit également d'autres activités : automobiles, optique, bio-médecine, immobilier et hôtellerie. Le groupe possède environ 30 partenaires de holdings, avec 300 entreprises partenaires et un réseau de plus de 3 000 services de marketing, ce qui en fait un leader dans ce secteur.
La production de motos s'approcherait du million d'unités en 2004.
Les produits Jialing, et en particulier les véhicules motorisés, sont vendus en grande majorité sur le marché intérieur chinois. Toutefois, des usines ont été implantées en Indonésie, des partenariats de production existent au Brésil : l'Asie du Sud-Est, l'Amérique du Sud et l'Afrique sont les marchés en développement du groupe, qui a déjà des représentants en Europe et aux États-Unis. Des ventes sont actuellement réalisées dans 50 pays.